# Чистое (озеро, Татарстан)
Чистое — озеро в Лаишевском районе Татарстана.
Постановлением Совета Министров Татарской АССР от 10 января 1978 г. № 25 и постановлением Кабинета Министров Республики Татарстан от 29 декабря 2005 г. № 644 признано памятником природы регионального значения.

## География
Озеро Чистое — бессточный водоём карстового происхождения. Расположено в 2,7 км восточнее деревни Чистое Озеро в Лаишевском районе Татарстана. Водоём имеет сложную форму. Длина озера 820 м, максимальная ширина 220 м. Площадь зеркала 7,8 гектара. Средняя глубина 4 м, максимальная 14 м.

## Гидрография
Объём озера 300 тысяч м³. Питание подземное, устойчивое. Вода голубоватого цвета, без запаха, жёсткостью менее 1 ммоль/л, минерализацией 51,1 мг/л, прозрачность 90 см. Химический тип воды гидрокарбонатно-кальциевый.
Самоочищение водоёма ослаблено.

## Хозяйственное использование
Озеро используется для хозяйственно-бытовых нужд, купания и полива садовых участков.